# Carex rivulorum
Carex rivulorum är en halvgräsart som beskrevs av Stephen Troyte Dunn. Carex rivulorum ingår i släktet starrar, och familjen halvgräs. Inga underarter finns listade i Catalogue of Life.